# Алиева, Лейла Ильгар кызы
Лейла Ильгар кызы Алиева (азерб. Leyla İlqar qızı Əliyeva; род. 1 сентября 1997) — азербайджанская дзюдоистка. Член национальной сборной Азербайджана по дзюдо. Серебряная призёрка юношеских Олимпийских игр 2014 года. Бронзовая призёрка летней Универсиады 2021. Чемпионка Азербайджана (2017, 2018, 2024). Участница Олимпийских игр 2024 года, Европейских игр 2015 года и чемпионата мира 2017 года.

## Карьера
Лейла Алиева родилась 1 сентября 1997 года. В 2012 году выиграла чемпионат Азербайджана среди девушек не старше 17 лет. В 2013 году стала победительницей проходившего в Таллине чемпионата Европы среди девушек не старше 18 лет (в весовой категории до 40 кг). В этом же году Алиева выиграла серебряную медаль юношеского чемпионата мира, проходившего в Майями.
В следующем же году в Афинах Лейла Алиева взяла серебряную медаль юношеского континентального первенства (уже в весовой категории до 44 кг).
В 2014 году Лейла Алиева приняла участие на летних юношеских Олимпийских играх, проходивших в Нанкине. Дойдя до финала соревнований в весовой категории до 44 кг, Алиева уступила Мелисе Чакамклы из Турции и взяла серебряную медаль.
В 2015 году Лейла Алиева была включена в состав национальной сборной Азербайджана и приняла участие в Европейских играх 2015 года, проходивших в Баку. Здесь в весовой категории до 48 кг в 1/16 финала она победила Кристину Врсик из Словении, однако, проиграв в 1/8 финала бельгийской дзюдоистке Шарлин ван Сник, выбыла из турнира.
В апреле 2017 года на Гран-при в Тбилиси Алиева в первом же поединке проиграла португалке Йоане Диого. В июне этого же года стала чемпионом Азербайджана среди девушек не старше 23 лет. В 2017 году принимала участие на проходившем в Будапеште чемпионате мира. Здесь она выступала в весовой категории до 48 кг. Однако, проиграв первую же схватку ставшей впоследствии чемпионкой мира японке Фуне Тонаки, Алиева выбыла из турнира.
В декабре 2017 года Алиева стала чемпионкой Азербайджана среди взрослых в весовой категории до 48 кг.
В декабре 2024 года вновь завоевала золотую медаль на чемпионате Азербайджана по дзюдо.
На Кубке Европы по дзюдо в Сараево (Босния и Герцеговина), прошедшем с 31 мая по 1 июня 2025 года, завоевала бронзовую медаль.